# سيزار غوتيريز
سيزار غوتيريز (بالإنجليزية: César Gutiérrez)‏ هو لاعب كرة قاعدة أمريكي، ولد في 26 يناير 1943 في سانتا آنا دي كورو في فنزويلا، وتوفي في 22 يناير 2005 في ماراكايبو في فنزويلا.

## وصلات خارجية
- سيزار غوتيريز على موقع دوري كرة القاعدة الرئيسي (الإنجليزية)
- سيزار غوتيريز على موقعبيزبول رفرنس.كوم (الدوري الرئيسي) (الإنجليزية)
- سيزار غوتيريز على موقعبيزبول رفرنس.كوم (الدوري الثانوي) (الإنجليزية)